# العصبة المقدسة (1538م)

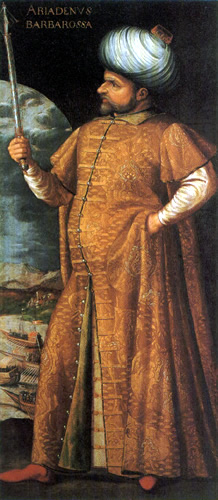
خير الدين بربروس.

العصبة المقدسة (بالإنجليزية: Holy League)‏ (بالتركية: Kutsal İttifak)‏ التي تكوّنت عام 1538م كانت تحالفاً قصير العمر بين الدول المسيحية، رتّبه البابا بولس الثالث بإيعاز من جمهورية البندقية ضد الدولة العثمانية. هناك عدة تحالفات أخرى عبر التاريخ حملت نفس الاسم (العصبة المقدسة) ولكن تنوّع أعضاء الحلف من الدول، ويتم التفريق بينها عن طريق ذكر السَّنَة التي بدأ بها التحالف. هذه العصبة المقدسة (1538م) هي من أقصر هذه التحالفات عمراً. 

## أحداث
في عام 1537م استطاع خير الدين بربروسا، أحد أكبر قادة الأساطيل العثمانية والذي عينه السلطان سليمان القانوني كقائد عام لجميع الأساطيل البحرية للخلافة العثمانية، أن يحاصر جزيرة كورفو أحد معاقل جمهورية البندقية وكاد أن يفتحها، كما اجتاح سواحل كالابريا. وفي مواجهة هذا التهديد نجح البابا بولس الثالث في تكوين تحلف مسيحي عام 1538م لمواجهة القوة العثمانية، واستطاع جمع عدد من السفن الحربية للعصبة، مجموعها أكبر من عدد سفن الأسطول العثماني، ولكن أدت نتائج معركة بروزة البحرية في 28 سبتمبر 1538م التي انتصرت فيها البحرية العثمانية انتصارا ساحقاً، وكذلك أحداث حصار كاستلنوفو (Castelnuovo) عام 1539م، إلى وقف أي خطط «للعصبة المقدسة» (1538م) لنقل الحرب إلى الأراضي العثمانية، بل أجبرت «العصبة المقدسة» على بدء محادثات لإنهاء الحرب. 
وبنهاية الحرب العثمانية - البندقية (1537 - 1540) تشتت شمل تحالف «العصبة المقدسة (1538م)» الذي أسسه البابا بولس الثالث ضد الدولة العثمانية ليأتي بعد 33 عاماً من السيطرة العثمانية على المتوسط الحلف الذي يليه وهو حلف العصبة المقدسة (1571م)، الذي قام بإنشائه البابا بيوس الخامس وضم تقريباً جميع الدول الكاثوليكية الواقعة على البحر الأبيض المتوسط. 

## ملابسات إنشاء العصبة
فرض العثمانيون فجأة حصارا على جزيرة كورفو التابعة للبندقية في البحر الأدرياتيكي (حصار كورفو 1537م)، وبالتالي نُقضت معاهدة السلام الموقعة مع البندقية في 1502م. واجه العثمانيون على جزيرة كورفو شراسة مقاومة الدفاعات المصممة خصيصا لمواجهة المدفعية العثمانية. استمر الحصار أقل من أسبوعين، وبعد ذلك انسحبت قوات السلطان سليمان القانوني وعادت باتجاه الشرق لقضاء فصل الشتاء في أدرنة (Adrianople).
دعت هذه الأحداث البابا بولس الثالث لتشكيل تحالف «العصبة المقدسة (1538م)» لقتال وردع الاعتداءات العثمانية المتوقعة في العام التالي. فاستطاع البابا بولس الثالث من خلال الدبلوماسية المكثفة أن يوقف الحرب بين شارلكان وفرانسوا الأول وأن يعقد بينهما «هدنة نيس» (Truce of Nice)، ثم أكد على الحصول على الدعم والتأييد من شارلكان. انضمت جمهورية البندقية إلى «العصبة المقدسة (1538م)» ولكن على مضض، وبعد الكثير من النقاش في مجلس الشيوخ.

## أعضاء تحالف «العصبة المقدسة»
في مواجهة هذا التهديد نجح البابا بولس الثالث في شباط/فبراير 1538 في تنظيم تحالف «العصبة المقدسة» المسيحي، الذي تألف من:
1. الدولة البابوية.
2. جمهورية البندقية.
3. فرسان مالطة.
4. إسبانيا.
5. جمهورية جنوة.
6. مع دول تابعة لها:
  1.  مملكة نابولي
  2.  مملكة صقلية.

## الإعداد البحري لمجابهةالقوة البحرية العثمانية
من أجل مواجهة بربروسا وسفنه التي قٌدرت بحوالي 120 سفينة قادس (galley) وفوستا (fusta)، استطاع تحالف «العصبة المقدسة» تجميع أسطول أكبر من حوالي 300 سفينة، منهم 162 سفينة قادس (galley) و140 من السفن الشراعية، وتجميعهم بالقرب من جزيرة كورفو.
كان القائد الأعلى لأسطول تحالف «العصبة المقدسة» الأميرال أندريا دوريا من جنوة، والذي كان آنذاك في خدمة الإمبراطور شارلكان.
|  |  |

## معركة بروزة البحرية

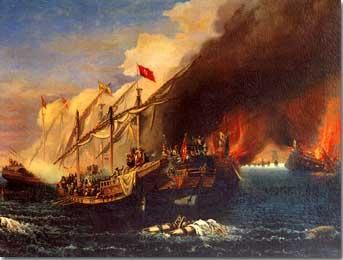
انتصرت البحرية العثمانية على العصبة المقدسة (1538م) انتصارا ساحقاً في معركة بروزة البحرية في 28 سبتمبر 1538م.

تلاقى الأسطولان في 28 أيلول/سبتمبر 1538م في معركة بروزة البحرية، وألحق خير الدين بربروسا هزيمة ثقيلة بالتحالف المسيحي رغم تفوقهم العددي.
لم تكن قيادة أندريا دوريا في المعركة فعالة وقوية، ويُعتقد على نطاق واسع أنه كان سبباً رئيسا في إلحاق الهزيمة بأسطول العصبة المقدسة.
يمكن تفسير تصرفات أندريا دوريا في معركة بروزة البحرية بصفة عامة بأنه قد تردد في إدخال سفنه في المعركة بكامل طاقتها لأنه كان يملك عددا من السفن بصورة شخصية، وأنه لم يرد التضحية بها من أجل مصلحة جمهورية البندقية، المنافسة التقليدية لبلده الأم جمهورية جنوة، فمُني بهزيمة فادحة أخمدت دول العصبة المقدسة (1538م) فترة 33 سنة بعدها، حتى قيام عصبة مقدسة أخرى عام 1571م.